# Pseudostixis laevicollis
Pseudostixis laevicollis là một loài bọ cánh cứng trong họ Cerambycidae.